# Nephele vau
Nephele vau là một loài bướm đêm thuộc họ Sphingidae. Nó có mặt ở khắp hầu hết Africa phía nam Sahara, but rarer in miền nam Africa.
Chiều dài cánh trước là 25–31 mm. 